# Заангарское плато
Заанга́рское плато́ — горное плато в Эвенкийском муниципальном районе Красноярского края, к востоку от Енисейского кряжа, между реками Подкаменная Тунгуска на севере и Ангара на юге. Южная окраина Среднесибирского плоскогорья. На севере граничит с Тунгусским плато, на юге с Приангарским плато, а на востоке с Центральнотунгусским плато.

## Физико-географическая характеристика
Плато простирается с севера на юг и с запада на восток на 350 км. Преобладающие высоты составляют 400—600 м, наивысшая точка — гора Чирада (842 м), расположенная на юго-западе. В составе плато выделяется несколько локальных геоморфологических образований: Белые горы, хребты Чегалбукан, Туктыдекит и другие. 
Плато расчленено густой речной сетью, большинство рек относятся к бассейну Подкаменной Тунгуски, протекают по дну горных узких долин и  ущелий.  

## Климат
Заангарское плато находится в умеренном климатическом поясе с континентальным и резко континентальным климатом. Характерны большие колебания сезонных и суточных температур воздуха, малое количество осадков зимой, сравнительно обильные осадки летом и короткий период с положительными температурами. Минимум осадков в феврале.

## Геология
Плато сложено в основном осадочными породами докембрия: известняки, песчаник, конгломераты, сланцы, траппы, залегающие в виде пластов. Также присутствуют отложения среднего и верхнего отделов кембрийской системы, нижнего отдела ордовикской системы, верхнечетвертичные отложения, а также позднепалеозойские и раннемезозойские интрузивные образования триаса. 

## Флора и фауна
Плато покрыто смешанными лиственнично-сосновыми и березово-сосново-лиственничными лесами, на вершинах — горная тундра. Широко распространены болота и луга. Выделяется также кустарниковый ярус.
На Заангарском плато встречается 145 видов птиц и 39 видов млекопитающих, среди которых самыми многочисленными являются бурундук, американская норка, заяц-беляк, белка, горностай и ласка .